# فن الضوء

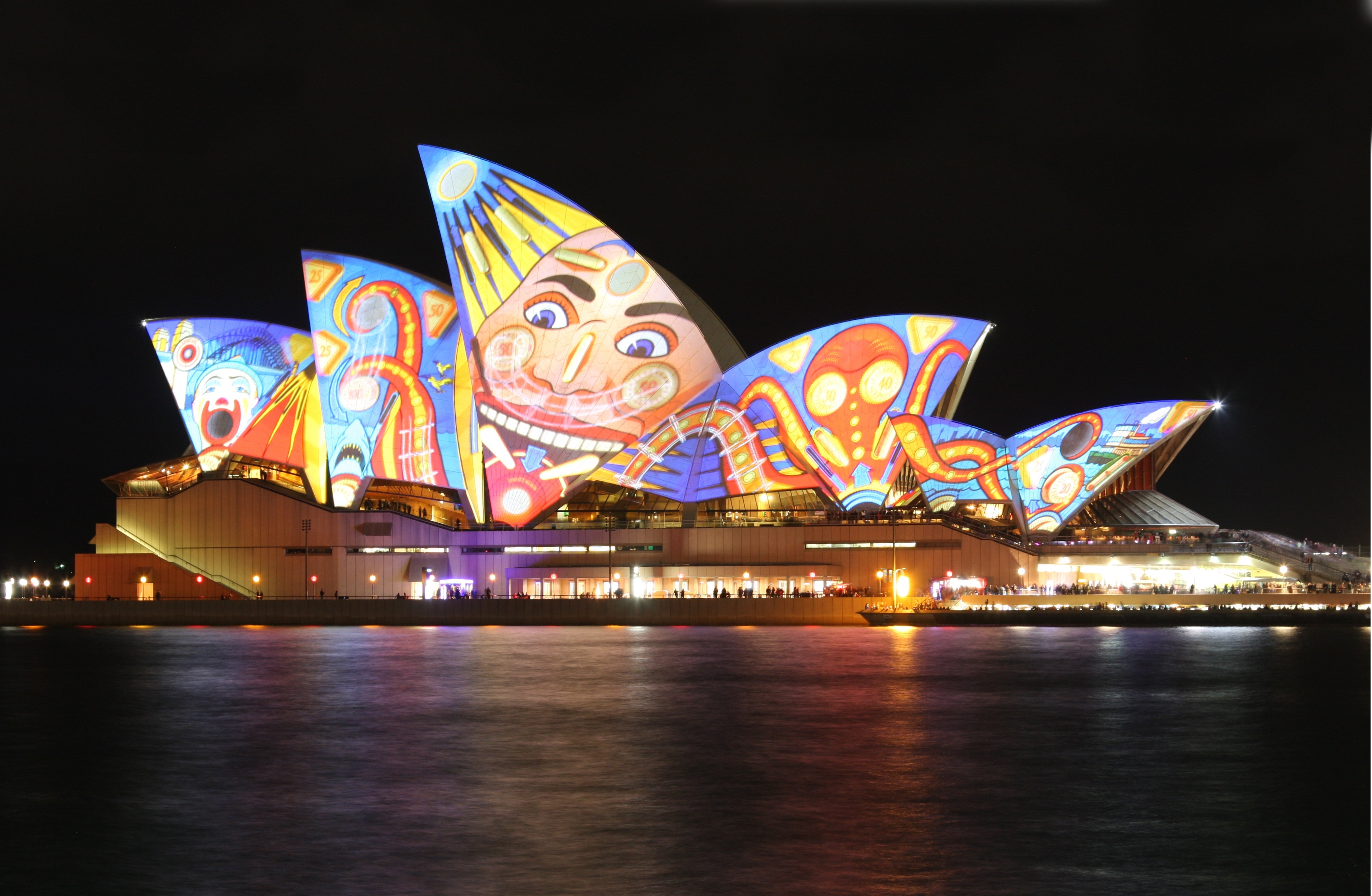
دار أوبرا سيدني خلال فيفيد سيدني (2013).

فن الضوء هو شكل من أشكال الفنون التطبيقية يمثل الضوء فيها الوسيلة الرئيسية للتعبير. وهو شكل من أشكال الفن التي إما أن النحت ينتج الضوء، أو ضوء يستخدم لصنع «النحت» من خلال التلاعب بالضوء، والألوان، والظلال. يمكن لهذه التماثيل أن تكون مؤقتة أو دائمة، ويمكن أن توجد في اثنين من الأماكن المميزة: صالات العرض في الأماكن المغلقة، مثل المعروضات المتحفية، أو في الهواء الطلق في المناسبات مثل المهرجانات. فن الضوء يمكن أن يكون تفاعلا مع الضوء في الفضاء المعماري. فنان الضوء هو الشخص الذي يكرس كل تجاربه الإبداعية لفن الضوء.

## تاريخ

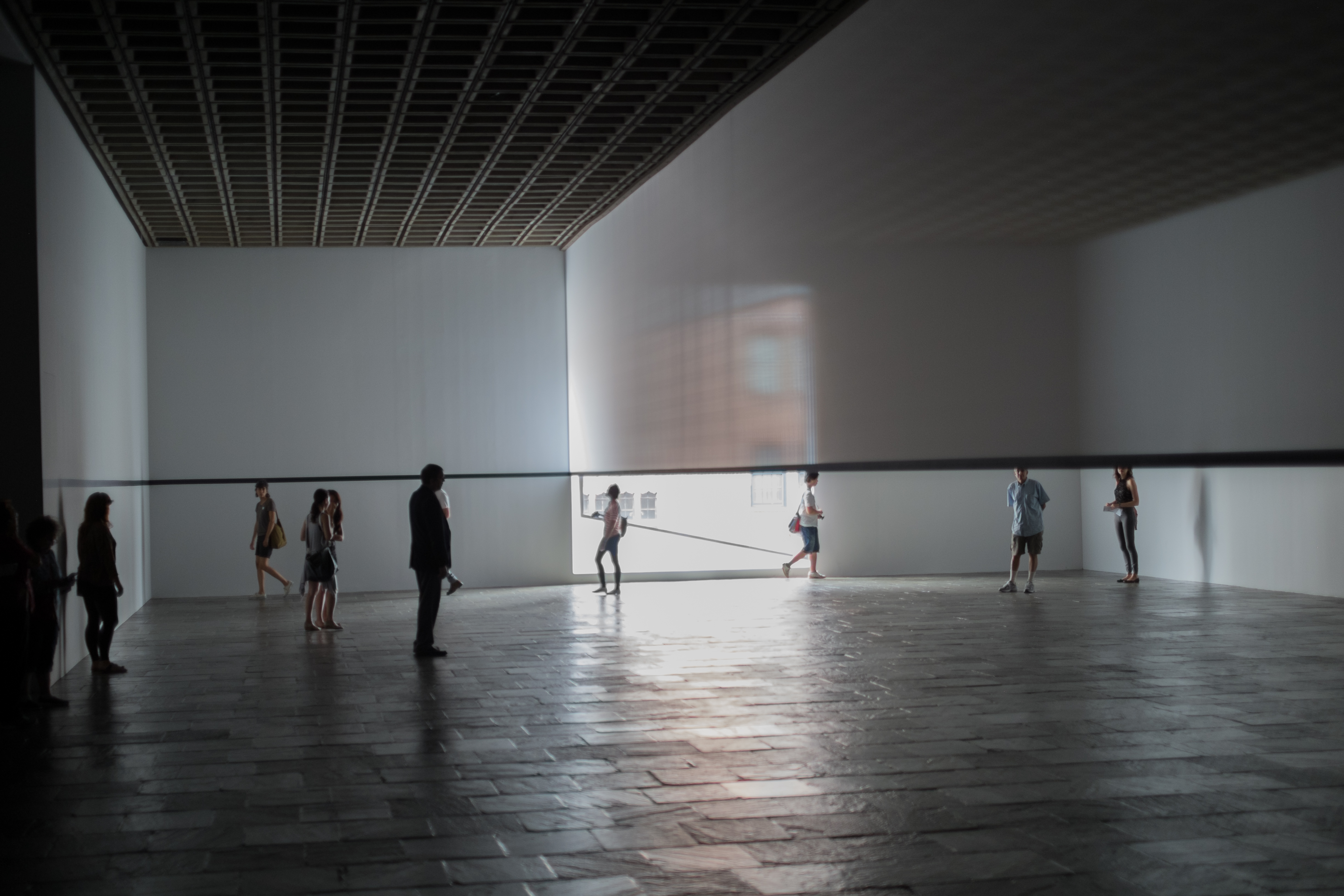
روبرت إيروين سكريم الحجاب الأسود مستطيل الضوء الطبيعي، ويتني متحف الفن الأمريكي

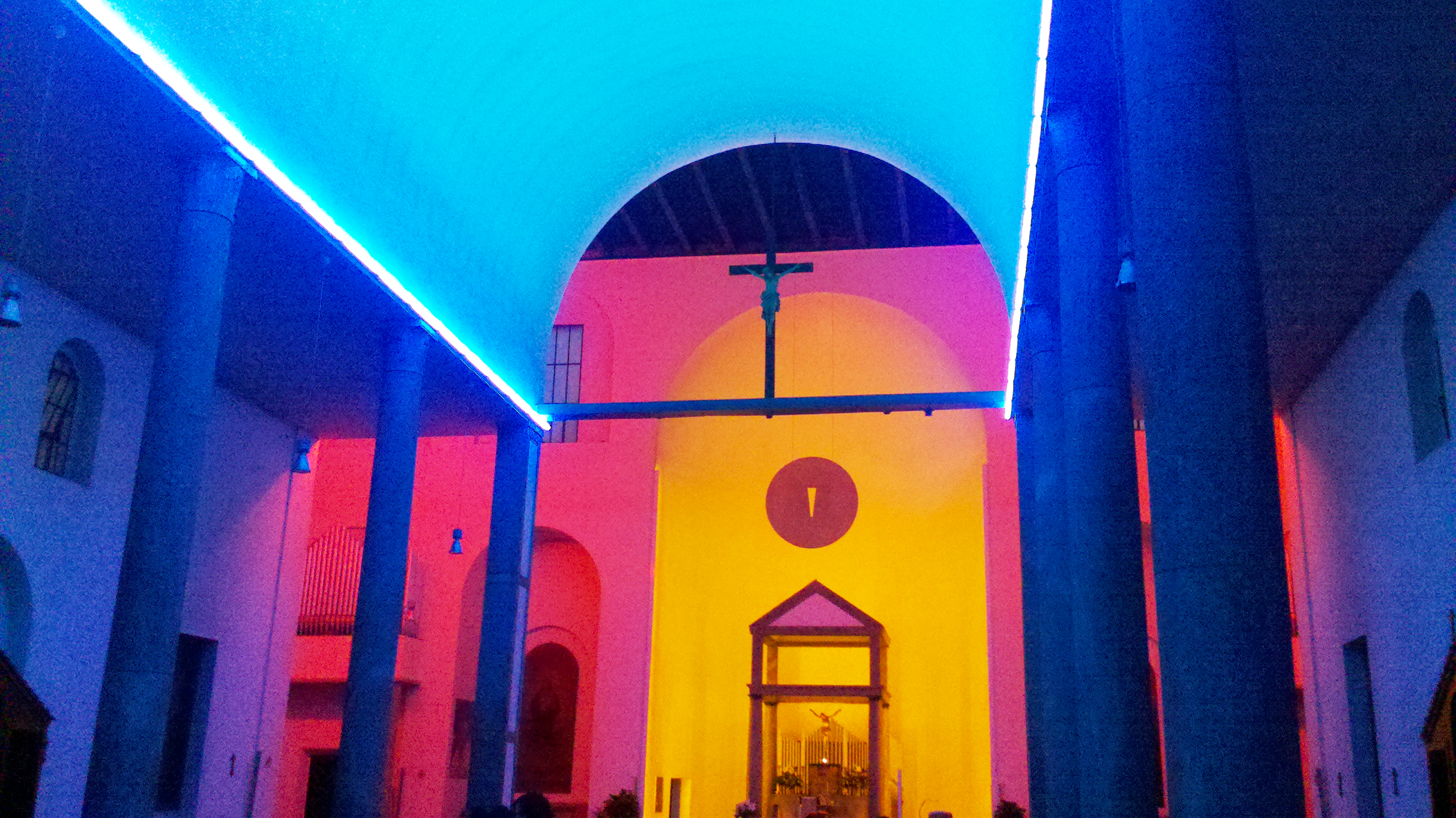
سانتا ماريا أنونسياتا في كييزا روسا. ميلان، إيطاليا.

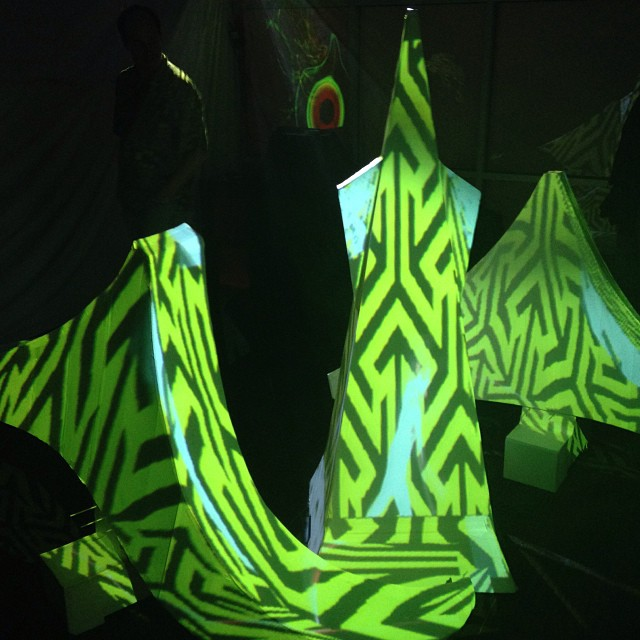
تخطيط الإسقاط (سان فرانسيسكو)

فن ضوء الحديث له بداية مع ظهور الكهرباء في مطلع هذا القرن.

### الحداثة، البنائية وباوهاوس (1920-1935)
استخدم الضوء للتأثير المعماري في جميع أنحاء التاريخ البشري. ومع ذلك، ظهر المفهوم الحديث لفن الضوء مع تطور مصادر الضوء المتوهجة الكهربائية الاصطناعية والتجريب من قبل الفنانين الحديثين من الحركات الإنشائية وباوهاوس. «يعتبر برونينراوم (برون روم) (1923)، من قبل إل ليسيتزكي، من قبل العديد من المؤرخين المرة الأولى لفنان دمج عناصر الإضاءة المعمارية كعنصر لا يتجزأ من عمله.» وكان أول نحت ضوئي قائم على كائن مغير لضوء الفضاء (1922-1930)، من قبل موهولي ناجي. وكثيرا ما أثرت التجارب والابتكارات في الضوء المسرحي على مجالات أخرى من فن الضوء. تطور الحداثة والضوء الكهربائي يسيران جنبا إلى جنب؛ وفكرة المدينة الحديثة مع ارتفاع عالية والضوء الكهربائي يجسد هذا التطور.
كل الفن البصري يستخدم الضوء في شكل ما، ولكن في التصوير الفوتوغرافي الحديث والصور المتحركة، استخدام الضوء مهم بشكل خاص. مع اختراع الضوء الاصطناعي، وامتدت الاحتمالات وبدأ العديد من الفنانين باستخدام الضوء باعتباره الشكل الرئيسي للتعبير، بدلا من مجرد وسيلة لأشكال أخرى من الفن. وقد أجرى المهندس المعماري نعوم غابو تجربة الضوء المادي الشفاف على كائن. فإن البناء الخطي رقم 1 (1943) يقدم مثالا على ذلك. مارسيل دوشامب's هات راك (1916 و 1964)، معلقة من السقف ويلقي ظلالا على الجدار.
يشرح الناقد الفني هيلاري شيتس «تفاعل الضوء والظلام، كانت قضية مثارة من النحت اليوناني والروماني إلى عصر النهضة ولوحة الفيلم التجريبي، ولكن مع التكنولوجيا المتقدمة من وهج المصباح الكهربائي إلى شاشة الكمبيوتر والفنانين تم تجريب الضوء الفعلي كماده وموضوع.»

### تخطيط الإسقاط
أشكال الفن المرتبطة ارتباطا وثيقا هي العرض، 3-D خريطة الإسقاط، وسائل الإعلام المتعددة، فن الفيديو، والتصوير الفوتوغرافي. وقد ساعدت المهرجانات والأحداث الكبيرة في تطوير استخدام الضوء على اللوحات الكبيرة مثل الواجهات المعمارية، وإسقاطات المباني، واضاءة الفيضانات للمباني مع اللون، وواجهات الوسائط التفاعلية. هذه الأشكال من الفن لها سوابقها في وسائل الإعلام الجديدة، والفن والفيديو والتصوير الفوتوغرافي التي تصنف في بعض الأحيان على أنها فن ضوئي حيث الضوء والحركة مهمة للعمل.

### الرسم الضوئي
كما يشمل هذا النوع من الفن ما يسمى بالرسم الضوئي، بما في ذلك الإسقاط على المباني، وترتيب النوافذ المضاءة في المباني، والرسم بالأضواء اليدوية على الفيلم باستخدام التعرض للوقت.

## عرض

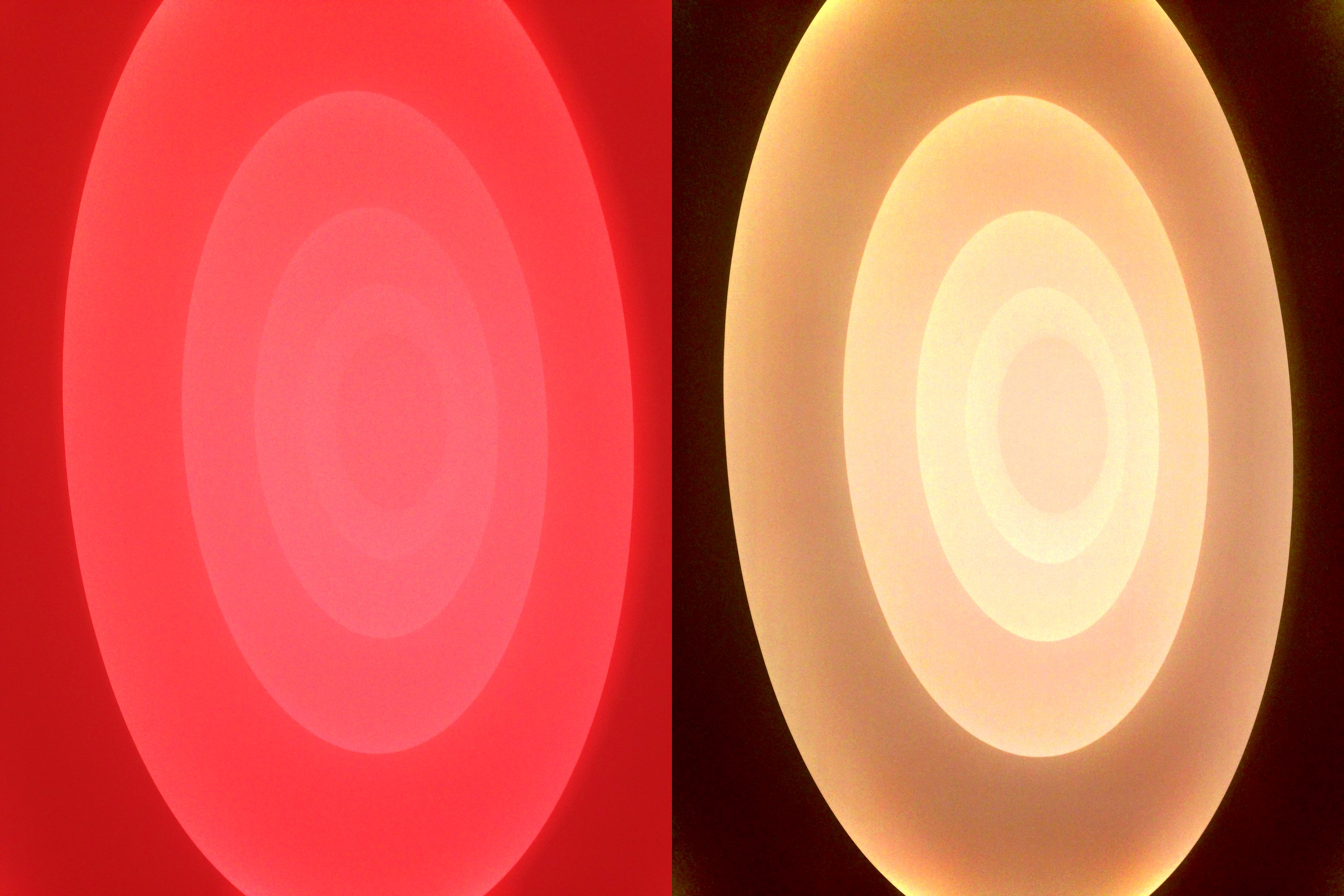
اثنين من لقطات منفصلة جنبا إلى جنب تبحث نحو سقف في وسط متحف غوغنهايم في نيويورك خلال معرض الضوء جيمس توريل أتين رين.

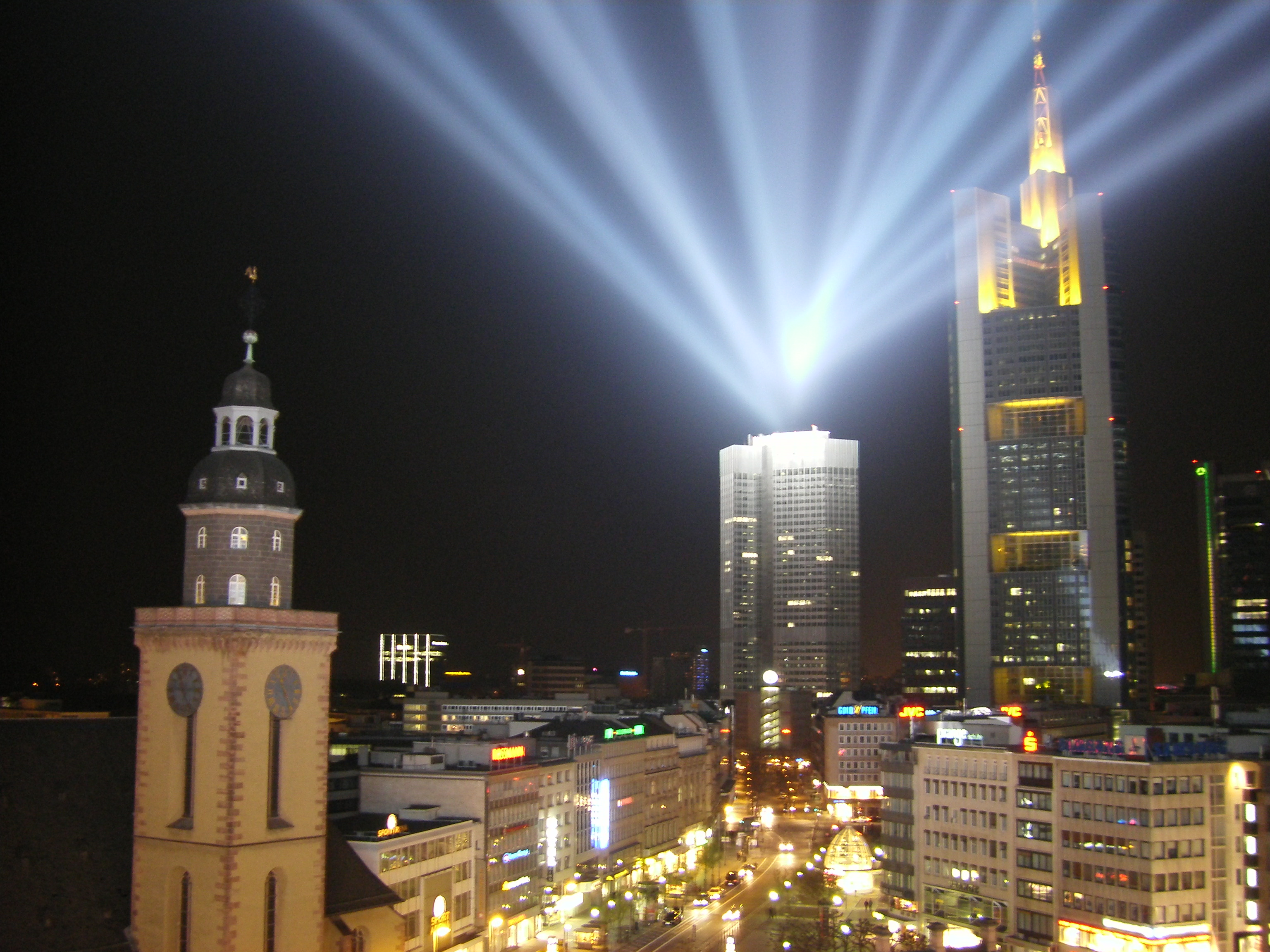
تركيب الضوء في فرانكفورت لومينال من خلال الضوء + المباني

### متاحف
تشمل العديد من المتاحف الفنية الحديثة على منحوتات ضوئية ومنشآت في مجموعاتها الدائمة والمؤقتة. مركز الفن الدولي للضوء في أونا، ألمانيا هو حاليا المتحف الوحيد في العالم المخصص حصريا لجمع وعرض الفن الضوئي.
متحف الفن الضوئي في آيندهوفن، هولندا، متحف آخر مخصص لعرض الفن الضوئي، أغلق في 5 ديسمبر 2010 بسبب عدم كفاية التمويل، ولكن في مجمع ستريجب-S، يمكن للمرء أن يرى فاكيل من قبل هار هولاندس، دان روزغارد كريستال فضلا عن جزء من مهرجان الضوء غلو.
العديد من المتاحف الفنية المعروفة، مثل متحف سان فرانسيسكو للفن الحديث ومتحف الفن الحديث في نيويورك، غالبا ما يكون المعارض الفنية الضوئية والمنشآت في صالات العرض الخاصة بهم.

### مهرجانات الضوء
تمكن فنانون الضوء من إنشاء مساحات جديدة للمعارض بشكل جماعي في شكل مهرجانات فنية ضوئيه. وقد استمرت هذه المهرجانات في النمو دوليا وتساعد على تسليط الضوء على التغيير البيئي. تعود هذه الحركة المنخفضة الطاقة ليد إلى عام 2009 من قبل مهرجان الضوء الذكي فيفيد في سيدني. في سنغافورة، تم استضافتها لأول مرة في عام 2010 مهرجان ليت مارينا باي - مهرجان آسيا الوحيد للضوء المستدام. وهناك العديد من المهرجانات الفنية الضوئيه، وخاصة في أوروبا، بما في ذلك مهرجان الإشارات في براغ ومهرجان غنت للضوء. أعادت المهرجانات الضوئيه والمصابيح تعريف الفن الضوئي كنوع من أنواع الفنون.

## وصلات خارجية
- Centre for International Light Art (CILA), Unna نسخة محفوظة 25 أغسطس 2017 على موقع واي باك مشين.
- International Forum of Light in Art and Design
- International Center for Contemporary Art dedicated to multimedia and light art
- Light art from Artificial Light[وصلة مكسورة]
- Smashing Magazine Let There Be Light: Light Paintings and Sculptures
- Galleries of Light-Art Association, by Kalos Fund, Scotland[وصلة مكسورة]
- Luceonline.it, the cultural portal of light and new technologies
- kunsthalle-detroit.org
- Oslo Lux